# Cratere Nobili
Nobili è un cratere lunare di 41,79 km situato nella parte nord-orientale della faccia visibile della Luna.